# Svědečný program
Termín svědečný program pochází z českého slova „svědek,“ což znamená důkaz. V oblasti jaderné energetiky se tento termín vztahuje k monitorování a hodnocení změn mechanických vlastností materiálů tlakové nádoby reaktoru. Svědečné vzorky v tomto programu slouží jako „svědci“ dokumentující vliv neutronového záření na materiál během provozu.
Neutronové záření způsobuje v materiálu tlakové nádoby nevratné změny v mikrostruktuře, což vede k tzv. radiačnímu křehnutí. Tyto změny ovlivňují fyzikální a mechanické vlastnosti oceli, přičemž zásadní jsou posun meze kluzu, pevnosti a nárůst kritické přechodové teploty. Takové změny snižují energii potřebnou k šíření trhlin za vysokých teplot a snižují odolnost materiálu vůči poškození. Svědečný program je proto klíčový pro hodnocení životnosti a bezpečného provozu reaktoru. 
Pro každý typ reaktoru je program upraven tak, aby odpovídal jeho provozním podmínkám a konstrukčním charakteristikám. Obsahuje základní komponenty, jako jsou svědečné vzorky, monitory neutronového toku a teplotní detektory. V Temelínské elektrárně jsou vzorky umístěny ve schránkách, které se nacházejí ve speciálně zhotovených držácích přivařených k vnitřnímu povrchu stěny tlakové nádoby, kde jsou uspořádány ve dvou vrstvách. V elektrárně Dukovany je systém odlišný a tvoří ho dlouhý řetězec složený z několika válcových kontejnerů zavěšených v kanálu reaktoru.
Díky svědečnému programu lze efektivně sledovat dlouhodobé vlivy neutronového záření, předvídat změny vlastností materiálu a zajistit bezpečný a spolehlivý provoz reaktoru. Na realizaci a vývoji těchto programů spolupracují společnosti ČEZ, Ústav jaderného výzkumu a Škoda JS, které zajišťují komplexní výzkum a hodnocení. 

### Svědečné vzorky
Svědečné vzorky jsou reprezentativní části materiálů používaných při výrobě tlakové nádoby reaktoru, včetně základního materiálu a svarů. V programu se využívají tři hlavní typy vzorků :
- Statické vzorky v tahu – mají rozměry přibližně 3 mm v průměru a délku 30 mm. Tyto vzorky se používají k měření tahových vlastností materiálu.

- Charpyho V-výřez – slouží k provádění rázových zkoušek za účelem stanovení energie potřebné k překonání lomové houževnatosti materiálu při různých teplotách.

- Typ COD (Crack Opening Displacement) – vzorky s předtrhlinou, používané pro statické zkoušky lomové houževnatosti. Tyto vzorky umožňují hodnotit schopnost materiálu odolávat šíření trhlin pod statickým zatížením.

Svědečné vzorky jsou umístěny do kontejnerů a vloženy do reaktoru, kde jsou v pravidelných intervalech analyzovány. Výsledky poskytují informace o skutečné teplotě křehkosti materiálů a umožňují predikci budoucích změn, což je důležité pro splnění požadavků Státního úřadu pro jadernou bezpečnost (SÚJB) a Mezinárodní agentury pro atomovou energii (IAEA). 